# Blias prionoti
Blias prionoti – gatunek widłonoga z rodziny Chondracanthidae. Nazwa naukowa tego gatunku skorupiaków została opublikowana w 1863 roku przez duńskiego zoologa Henrika Krøyera. Gatunek został ujęty w Catalogue of Life.